# Sarsonia murphyi
Sarsonia murphyi är en rundmaskart som beskrevs av Gerlach 1967. Sarsonia murphyi ingår i släktet Sarsonia och familjen Linhomoeidae. Inga underarter finns listade i Catalogue of Life.